# إدوارد الشهيد
إدوارد الشهيد (بالإنجليزية القديمة:Eadweard ؛ولد 962 – 18 مارس 978)؛ كان ملك إنجلترا منذ 975 حتى اغتياله في 978، كان إدوارد الابن البكر للملك إدغار، ومع ذلك لم يعترف به والده كوريثًا للعرش، ومع وفاة إدغار اعترض نبلاء إنكلترا، فقد طالب البعض به ملكًا لإنجلترا، بينما دعم آخرون شقيقه الأصغر إثيلريد أونريدي المعترف به ابناً شرعياً لإدغار، ولكنه اختير هو باسم الملك إدوارد وتوجه مؤيدوه الأساقفة دونستان من كانتربري واوزوالد يورك ورسيستر.
كادت أن تندلع إلى الحرب الأهلية بسبب المشاحنات بين الأطراف في رد فعل النبلاء ضد الرهبنة، استغل النبلاء ضعف إدوارد لنزع ملكية أديرة البينديكتين المشيدة على الأراضي والممتلكات الأخرى التي منح لهم الملك إدغار .
كان عهد إدوارد قصيرًا فقد قتل في قلعة كورف في ظروف غير واضحة تماماً ودفن على عجل في ويرهام، لكن أعيد دفنه باحتفال كبير في دير شافتسبوري في دورست أوائل عام 980، وفي 1001 نقل رفات إدوارد إلى مكان أكثر بروزاً في الدير، ربما بمباركة أخيه غير الشقيق الملك إثيلريد أونريدي، بحيث عُد إدوارد قديساً آنذاك. أعيدت كتابة حياته في القرون التي أعقبت وفاته فاعتبره شهيداً وأنه ضحية الملكة الأرملة الفريث والدة إثيلريد. وهو اليوم يعد قديساً في كل من الكنيسة الأرثوذكسية الشرقية والكنيسة الكاثوليكية والكنيسة الأنغليكانية.

## عائلته
يعد تاريخ ميلاد إدوارد غير معروف، لكنه كان أكبر أبناء إدغار الثلاثة. يُحتمل أنه كان في سن المراهقة حين خلف والده، الذي توفي عن عمر ناهز 32 عامًا عام 975. عُرف إدوارد بأنه ابن الملك إدغار، لكنه لم يكن ابن الملكة أيلفثريث، الزوجة الثالثة لإدغار. تعد هذه المعلومات الوحيدة المتوافرة من الوثائق المعاصرة.
تناولت مصادر لاحقة ذات موثوقية ومشكوكة الهوية عن والدة إدوار،. يعد كتاب حياة دونستان للكاتب أوسبرين من كانتربري أول هذه المصادر، وكُتب أغلب الظن في ثمانينيات القرن الحادي عشر. كتب أوسبرين بأن والدة إدوارد كانت راهبة في دير ويلتون وأغراها الملك، حين كتب إيدمر سيرة دونستان بعد عدة عقود، ضم لكتابه سردًا عن أبوّة إدوارد، كان قد أخذه عن نيكولاس من ورسيستر. نفى فيه أن إدوارد ابن لإدغار وراهبة جمعتهما علاقة، إذ قدمه على أنه ابن لإثيلفليد، ابنة أوردمير وهو «قاضٍ في شرق أنجليا»، التي تزوجها إدغار خلال سنوات حكمه على مرسيا (بين 957 وموت إيدويغ عام 959). ظهرت روايات أخرى في سيرة حياة ابنة إدغار سانت إديث من ويلتون للكاتب غوسيلين، وفي سجلات جون من وورسيستر وويليام من مالميسبري. تشير هذه الروايات المختلفة معًا إلى أن والدة إدوارد ربما كانت امرأة نبيلة تدعى إثيلفليد، ولقبها كانديدا أو إينيدا، أي «البيضاء» أو «البطة البيضاء».
تبين وثيقة تعود إلى عام 966 وصف أيلفثريث، التي تزوجها إدغار عام 964، بـأنها «الزوجة الشرعية» للملك، وتصف ابنهما البكر إدموند الابن الشرعي للملك. ذكرت الوثيقة أن إدوارد ابن للملك. كان الأسقف إثيلورلد من وينشستر مؤيدًا لإيلفثريث وإثيلريد، لكن يبدو أن دونستان، رئيس أساقفة كانتربري، كان من مؤيدي إدوارد، ومنح إدوارد الأسبقية على إدموند وإثيلريد في علم الأنساب الذي وضعه في دير غلاستونبيري حوالي عام 969. كانت إيلفثريث أرملة إثيلوالد، وهو قاضٍ في شرق أنجليا، وربما زوجة إدغار الثالثة. يجادل سيريل هارت بأن التناقضات المتعلقة بهوية والدة إدوارد، وحقيقة أن إدموند كان يُعتبر الوريث الشرعي حتى وفاته عام 971، تشير إلى أن إدوارد ربما كان ابنًا غير شرعي. لكن، تعتقد باربرا يورك أن أثلفليد كانت زوجة إدغار، لكن كانت أيلفثريث الملكة القدسية حين أنجبت أبنائها، فاعتبروا بالتالي أكثر «شرعية» من إدوارد. نفى أثيلولد أن يكون إدوارد شرعيًا، لكن اعتبرت يورك هذا الأمر «ادعاءً انتهازيًا خاصًا».
قد يكون أخ إدموند الشقيق، إثيلريد، ورث منصبه كخليفة. في وثيقة موجهة إلى النائب الجديد في وينشستر، يظهر اسما إيلفثريث وابنها إثيلريد قبل اسم إدوارد. حين توفي إدغار في 8 يوليو 975، كان إثيلريد على الأرجح في التاسعة من عمره وكان إدوارد أكبر منه ببضعة سنوات فقط.